# Carposina gracillima
Carposina gracillima là một loài bướm đêm thuộc họ Carposinidae. Nó là loài đặc hữu của Kauai, Oahu, Molokai, Maui và Hawaii.

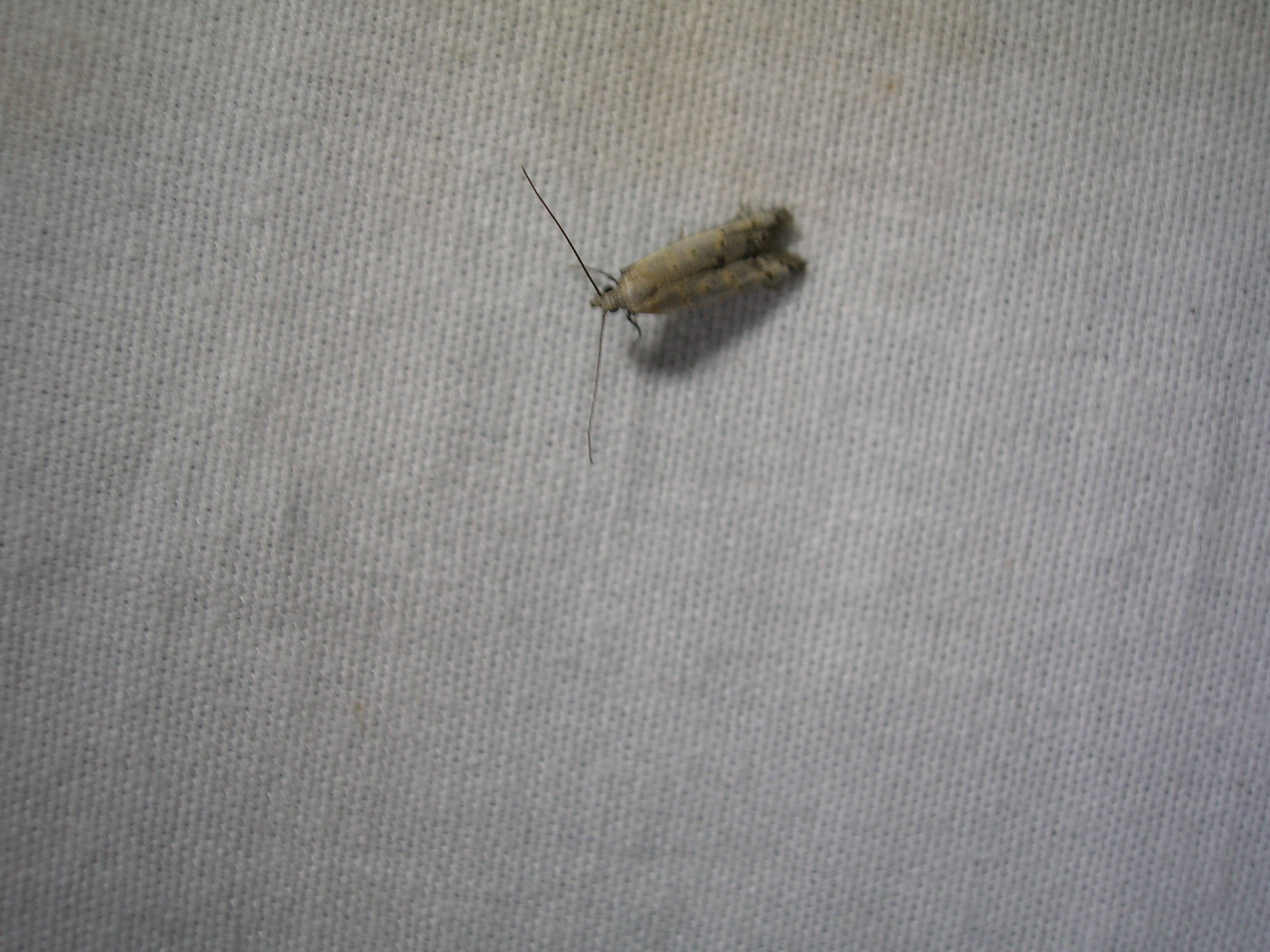

The larvae feed in the berries của Styphelia species.